# ジャック・ステファンズ
ジャック・J・ステファンズ（英: Jack J. Stephans、1939年3月1日 - 2020年9月29日）は、アメリカンフットボールのコーチ。

## 生涯
ホーボーケンで生まれ、ウェストニューヨーク付近で育ち、ステファンズの故郷に所在するメモリアル・ハイスクールでハイスクールフットボールをプレイした。 
1957年にメモリアル・ハイスクールを卒業。 
卒業後は1966年から1973年までニュージャージー・シティ大学で、1975から1977年ウィリアム・パターソン大学で、1979年から1980年までフォーダム大学でアメリカンフットボールのコーチを務めた。 
2020年9月29日、筋萎縮性側索硬化症のため死去した。 